# Ivo Vojnović

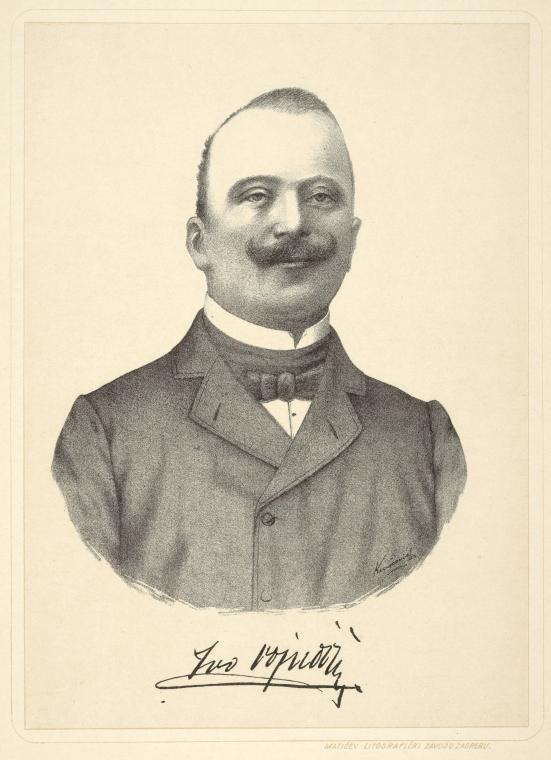
Ivo Vojnović

Ivo Vojnović (* 9. Oktober 1857 in Dubrovnik; † 30. August 1929 in Belgrad) war ein Dichter und Dramatiker der serbischen und kroatischen Moderne.

## Leben
Kurz nach seiner Geburt zog die Familie nach Split um, wo er vier Jahre Grundschule und sieben Jahre Gymnasium absolvierte. Da sein Vater Kosta, Rechtsanwalt von Beruf, eine Stelle an der erst geöffneten Universität Zagreb bekam, machte er sein Abitur in Zagreb, wo ihm auch 1879 den Titel eines Diplom-Juristen verliehen wurde. Nach dem abgeschlossenen Studium war er als Gerichtsperson in Zagreb, Križevci, Bjelovar, Zadar und Dubrovnik tätig. Er war auch Bezirksvorsteher in Supetar, aber 1907 wurde er wegen einer finanziellen Affäre entlassen, und zwar ohne Anspruch auf Altersrente. Im selben Jahr wurde er zum Dramaturgen des Kroatischen Nationaltheaters in Zagreb gewählt und gab zudem das erste kroatische Theater-Fachblatt (Hrvatska pozornica, dt. Kroatische Bühne) heraus. Während des Ersten Weltkriegs wurde Vojnović, seit 1911 ein professioneller Schriftsteller, als jugoslawischer Nationalist verurteilt, hat aber den Großteil der Strafe im Krankenhaus abgesessen. Seitdem verschlechterte sich sein Sehvermögen, so dass er bis zu seinem Tod beinahe blind war. Nach dem Kriegsende bis zu seinem Tod wohnte er in Nizza, Dubrovnik und Belgrad.

## Wirken
Sein literarisches Debüt, die Erzählung Geranium, gab er 1880 in Vijenac. Es folgten Prosasammlung Perom i olovkom (1884) und Erzählung Ksanta (1886), die wegen ihrer psychologischen und symbolischen Elemente Vojnović zum Vorreiter der Moderne machten. Sein lyrisches Opus ist keinesfalls umfangreich, doch seine Sammlung Lapadski soneti (1892) gehört zu den wichtigsten Sonettzyklen kroatischer Literatur. Hauptmerkmale dieser Lyrik sind Formgeschlossenheit, Melancholie und lokale Motive. Seit der Erscheinung seiner ersten Komödie (Psyche, 1889), für die ihm der Preis von Matica hrvatska verliehen wurde, ist er fast ausschließlich als Dramatiker tätig. 1893 erschien sein Gelegenheitsstück Gundulićev san, aus Anlass der Enthüllung eines Ivan-Gundulić-Denkmals in Dubrovnik. In seinen bekanntesten Dramen Ekvonocijo (1895) und Dubrovačka trilogija (1903) bringt er den Alltag von Dubrovnik auf die Bühne und zeigt das Leben derjenigen, die in der Gegenwart allmählich verschwinden. Verflochtenheit von Symbolismus und Naturalismus, Mundart von Dubrovnik, betonte Symbolik des Ambientes und Ausbleiben der Pathetik und Deklamatorik sind nur einige der Eigenschaften seiner Werke, deren Erscheinung das von inländischen und ausländischen Komödien übersättigte kroatische Repertoire bereichert hat und die kroatische Dramaproduktion in eine neue Richtung wies.

## Werkliste

### Prosa
- Geranium (1880)
- Perom i olovkom (dt. Mit Feder und Bleistift, 1884)
- Ksanta (1886)

### Lyrik
- Lapadski soneti (dt. Lapad-Sonette, 1892)

### Drama
- Psyche (1889)
- Gundulićev san (dt. Gundulićs Traum, 1893)
- Ekvinocijo (dt. Äquinoktium, 1895)
- Dubrovačka trilogija (dt. Die Ragusaner Trilogie, 1902)
  - Allons Enfants!
  - Suton (dt. Dämmerung)
  - Na taraci (dt. Auf der Terrasse)
- Smrt majke Jugovića (dt. Tod der Jugović-Mutter, 1907)
- Lazarovo vaskrsenje (dt. Auferstehung des Lazar, 1913)
- Prolog nenapisane drame (dt. Prolog zu einem ungeschriebenen Drama, 1929)